# Senkamanisken
Senkamanisken (... – 620 a.C. circa) è stato un sovrano del regno di Kush.

## Biografia
Ascese al trono dopo la morte del probabile padre Atlanersa, avvenuta all'incirca nel 640 a.C., e i reperti sono relativamente numerosi: alcune sue statue sono state rinvenute sepolte (o nascoste) a Gebel Barkal, presumibilmente a causa dell'incursione di Psammetico II a Kush avvenuta nel 592 a.C.. A suo nome è stata ritrovata anche una sfinge, oltre a vari oggetti provenienti da Meroë il che indicherebbe l'importanza che egli attribuiva a questa località, che diverrà la capitale del regno di Nubia dopo il saccheggio di Napata del 592 a.C..
Senkamanisken prese in sposa Nasalsa; i loro due figli, Anlamani ed Aspelta, gli successero al trono in questa sequenza dopo la sua morte, avvenuta verso il 620 a.C.. La sua piramide si trova a Nuri (Nu. 3).

## Titolatura
Sulla falsariga degli antenati della XXV dinastia egizia, molti dei successivi re di Nubia adottarono la titolatura reale egizia. Senkamanisken non fece eccezione:
| G5 |

| G5 |

|       |
| \| \| |
|       |
|       |

|  |

|       |
| \| \| |
|       |
|       |

|  |

| G16 |

| G16 |

|  |

| G8 |

| G8 |

|  |

| M23 · X1 | L2 · X1 |

| M23 · X1 | L2 · X1 |

| ra | s | L1 | r · n |

| ra | s | L1 | r · n |

| ra | s | L1 | r · n |

| ra | s | L1 | r · n |

| ra | s | L1 | r · n |

| ra | s | L1 | r · n |

| ra | s | L1 | r · n |

| ra | s | L1 | r · n |

| G39 | N5 |

| G39 | N5 |

| z · n | E1 | i | mn · n · z | k · n · Z2 |

| z · n | E1 | i | mn · n · z | k · n · Z2 |

| z · n | E1 | i | mn · n · z | k · n · Z2 |

| z · n | E1 | i | mn · n · z | k · n · Z2 |

| z · n | E1 | i | mn · n · z | k · n · Z2 |

| z · n | E1 | i | mn · n · z | k · n · Z2 |

| z · n | E1 | i | mn · n · z | k · n · Z2 |

| z · n | E1 | i | mn · n · z | k · n · Z2 |